# Dan Cogan

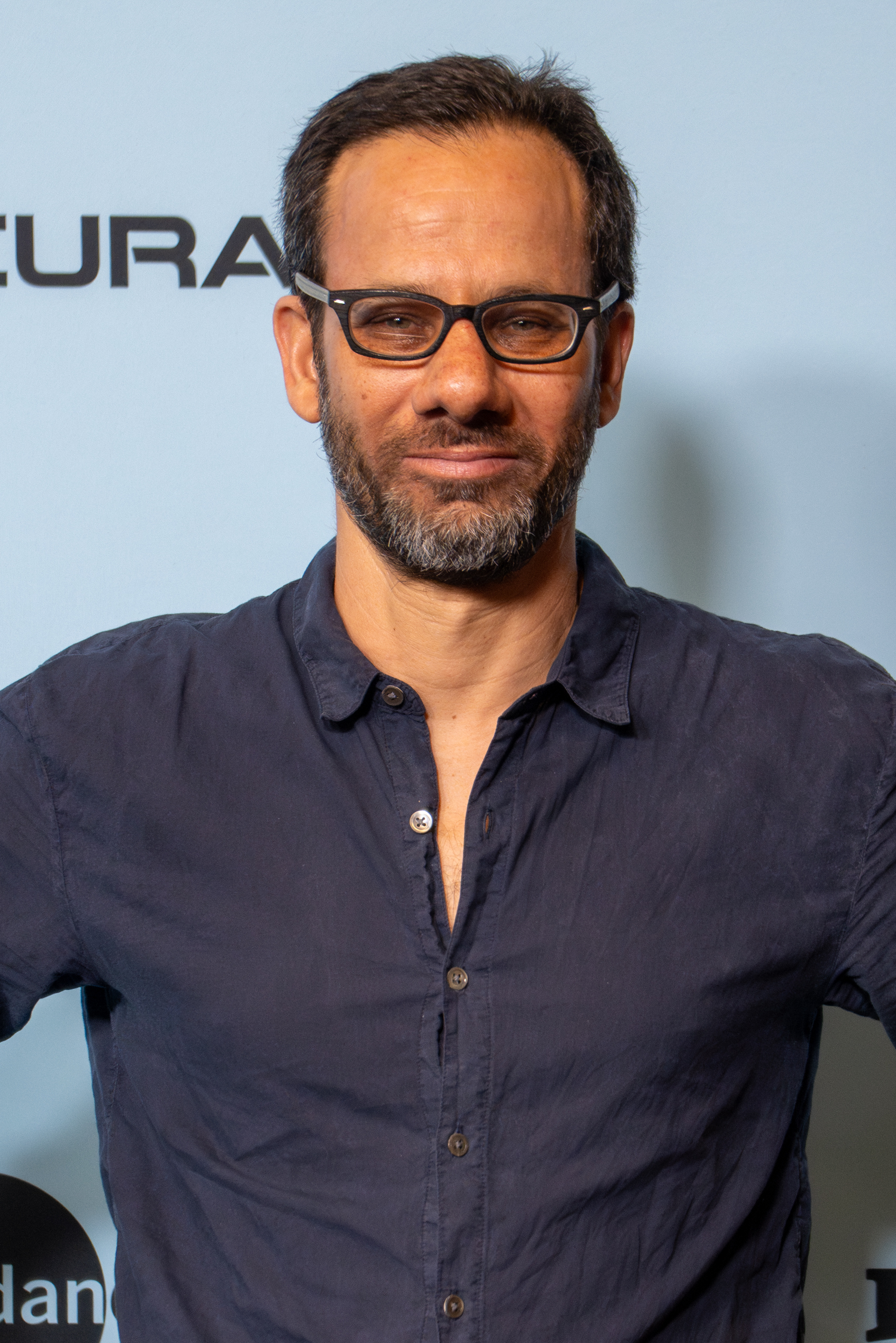
Dan Cogan (2025)

Dan Cogan (* 20. Jahrhundert) ist ein US-amerikanischer Filmproduzent für Dokumentarfilme, der bisher neunmal für einen Emmy nominiert wurde.

## Karriere
Cogan machte seinen Bachelor an der Harvard University und besuchte die Graduate School of the Arts der Columbia University. Im Filmgeschäft wirkt Cogan seit 1997 mit, als er als Produzent für den Spielfilm Number One Fan verantwortlich war. Beim Kurzfilm Torte Bluma aus dem Jahr 2005 mit Stellan Skarsgård in der Hauptrolle war er in gleicher Tätigkeit angestellt. Im Anschluss wirkte er unter anderem bei den Produktionen Freeheld und The Garden als Supervising Producer mit. Als Executive Producer war er zudem für How to Survive a Plague von David France, Die Königin von Versailles, Dreamcatcher von Kim Longinotto und Chuck Norris und der Kommunismus verantwortlich. Cogan erhielt 2014 einen Primetime Emmy Award für den Dokumentarfilm The Crash Reel, der als Eröffnungsfilm beim Sundance Film Festival vorgeführt wurde.
Für seine Beteiligung bei dem Film Ikarus erhielt er mit Bryan Fogel einen Oscar bei der Oscarverleihung 2018 in der Kategorie „Bester Dokumentarfilm“. Zudem wurde der Film für einen BAFTA Film Award bei den British Academy Film Awards 2018 nominiert.

## Privat
Dan Cogan ist mit der Dokumentarfilmerin Liz Garbus, die unter anderem für ihren Film Die Farm eine Oscar-Nominierung erhielt, verheiratet.

## Filmografie (Auswahl)
- 1997: Number One Fan
- 2005: Torte Bluma (Kurzfilm)
- 2007: Freeheld (Kurzfilm)
- 2008: The Garden
- 2012: How to Survive a Plague
- 2012: Die Königin von Versailles (The Queen of Versailles)
- 2012–2015: P.O.V. (Fernsehserie, 5 Episoden)
- 2012–2016: Independent Lens (Fernsehserie, 5 Episoden)
- 2013: The Crash Reel
- 2015: Dreamcatcher
- 2015: Chuck Norris und der Kommunismus (Chuck Norris vs. Communism)
- 2017: Ikarus (Icarus)
- 2020: Ariana Grande: Excuse Me, I Love You
- 2021: Mayor Pete